# Księga Aggeusza
Księga proroka Aggeusza (hebr. ‏חגי‎ Chagaj) – jedna z ksiąg Pisma Świętego, wchodząca w skład ksiąg prorockich Starego Testamentu. W kanonie hebrajskim wchodziła w skład Księgi Dwunastu Proroków mniejszych.
Ostatni trzej prorocy Starego Testamentu pracowali w czasach, gdy pierwsi Żydzi wrócili już z wygnania w Babilonie. Aggeusz, podobnie jak Zachariasz, zachęca naród do odbudowy Świątyni.

## Treść
- Wezwania do odbudowy Świątyni zostają wysłuchane 1
- Splendor Świątyni 2,1–9 Błogosławieństwo Boga Jahwe dla posłusznych 2,10–19
- Obietnica dana namiestnikowi Zorobabelowi 2,20–23

## Czas spisania
Aggeusz podaje dokładne daty. Wypowiadał proroctwa w 520 r. przed Chr. On i Zachariasz wymienieni są w Księdze Ezdrasza 5,1–2 i 6,14, jak nawołują ludzi do odbudowy Świątyni. Nową Świątynię ukończono w roku 516 przed Chr.

## Przesłanie
Za namiestnika Zorobabela wygnańcy, którzy powrócili, rozpoczęli odbudowę nowej Świątyni, ale szybko zniechęcili się i porzucili ten zamiar. Zamiast tego zbudowali sobie wygodne domy. Aggeusz występuje przeciwko takim priorytetom. Inaczej niż w przypadku innych proroków, jego słowa znajdują oddźwięk. Uniwersalna waga jego słów leży w tym, że pokazują one, iż prawdziwe bezpieczeństwo można znaleźć dopiero wtedy, gdy najważniejsze stają się dla nas życzenia Boga.